# Furcoribula pacifica
Furcoribula pacifica är en kvalsterart som beskrevs av Krivolutsky 1975. Furcoribula pacifica ingår i släktet Furcoribula och familjen Astegistidae. Inga underarter finns listade i Catalogue of Life.